# فشار در کانال مساوی زاویه‌دار
فشار در کانال مساوی زاویه دار (به انگلیسی: Equal channel angular pressing) یا اکستروژن در کانال مساوی زاویه دار (به انگلیسی: Equal channel angular extrusion) یکی از انواع فرایندهای تغییرشکل مومسان شدید می‌باشد که جهت تولید مواد بالک فوق ریزدانه و نانوساختار به کار گرفته می‌شود. این روش برای اولین بار توسط سگال (به انگلیسی: Segal) و همکارانش در سال ۱۹۷۳ در کشور جماهیر شوروی سابق ابداع گردید.
در این فرایند نمونه اولیه توسط فشار سنبه درون قالب شکل‌دهی رانده می‌شود. قالب شکل‌دهی از یک کانال ورودی و یک کانال خروجی با سطح مقطع یکسان تشکیل شده‌است که با زاویه Φ (معمولا ۹۰ درجه) نسبت به یکدیگر قرار گرفته‌اند. بدین ترتیب با عبور نمونه از محل تقاطع کانال‌های ورودی و خروجی، کرنش بالایی به نمونه وارد می‌شود. اعمال کرنش پلاستیک زیاد به ماده در حضور فشار هیدروستاتیک، باعث اصلاح ریزساختار و کاهش اندازه دانه بندی ماده می‌شود و عموماً خواص مکانیکی و فیزیکی ماده را بهبود می‌بخشد. در فرآیندهای سنتی مانند اکستروژن، نورد، آهنگری و کشش، اعمال کرنش همراه با کاهش سطح مقطع نمونه اولیه می‌باشد، اما در فرایند فشار در کانال مساوی زاویه دار بدون تغییر محسوس سطح مقطع، کرنش بالایی به نمونه وارد می‌شود. از آنجا که سطح مقطع نمونه بر اثر فرایند فشار در کانال مساوی زاویه دار تغییر نمی‌کند، می‌توان این فرایند را چندین بار بر روی نمونه انجام داد تا کرنش تجمعی بسیار زیادی بر نمونه اعمال شود و در پی آن ریزساختار ماده بیشتر اصلاح گردد و خواص مکانیکی و فیزیکی مطلوبتری حاصل شود.

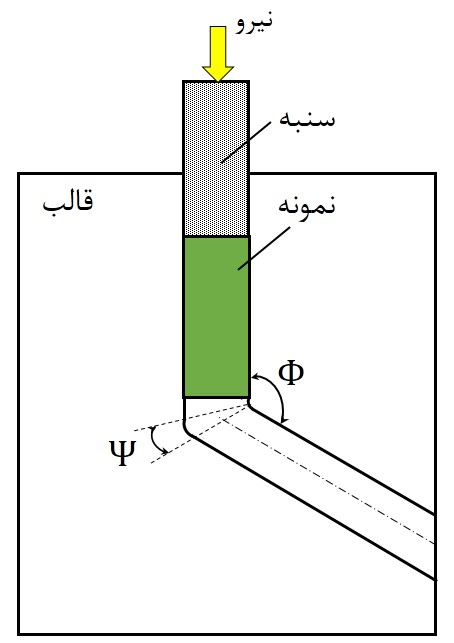
شماتیک فرایند فشار در کانال مساوی زاویه دار

## کرنش اعمالی
کرنش معادلی که پس از N پاس از فرایند فشار در کانال مساوی زاویه دار به ماده اعمال می‌شود را می‌توان به وسیله رابطه زیر محاسبه کرد:
{\displaystyle \varepsilon _{N}=N\left[{\frac {2\cot \left({\frac {\Phi }{2}}+{\frac {\Psi }{2}}\right)+\Psi \csc \left({\frac {\Phi }{2}}+{\frac {\Psi }{2}}\right)}{\sqrt {3}}}\right]}
که در آن Φ معرف زاویه کانال و Ψ معرف زاویه گوشه می‌باشند.

## مکانیزم اصلاح ریزساختار
مکانیزم‌های مختلفی برای اصلاح ریزساختار و کاهش اندازه دانه ماده در حین فرآیندهای تغییرشکل مومسان شدید معرفی شده‌اند. ظهور هریک از این مکانیزم‌ها به عوامل متعددی از جمله جنس ماده، نرخ کرنش و دمای کاری بستگی دارد. یکی از متداول‌ترین مکانیزم‌های اصلاح ریزساختار که بیشتر در مواد با شبکه کریستالی وجوه مرکزدار و انرژی نقص انباشتگی کم و متوسط مشاهده می‌شود، مکانیزم تکثیر و انتقال نابجایی می‌باشد. در این مکانیزم، ابتدا با اعمال کرنش به ماده در حضور فشار هیدروستاتیک، چگالی نابجایی افزایش می‌یابد. در ادامه وجود نابجایی‌ها درون ماده طی مراحل زیر باعث اصلاح ریزساختار و کاهش اندازه دانه بندی مواد می‌شود:
۱) نابجایی‌های اولیه درون دانه، بازآرایی می‌شوند و با پیوستن بهم هسته‌های کوچکی را تشکیل می‌دهند و سطح انرژی را کاهش می‌دهند.
۲) با افزایش میزان تغییرشکل، نابجایی‌های جدید تولید شده و چگالی نابجایی‌ها روی مرزدانه‌های ثانویه افزایش می‌یابد و بدین ترتیب ریزدانه‌ها تشکیل می‌شوند.
۳) با اعمال کرنش بیشتر به ماده، دانه‌های ماده در حد اندازه دانه اشباع ریز می‌شوند و دانه‌های تولید شده نسبت به یکدیگر می‌چرخند که باعث تولید مواد فوق ریزدانه با مرزدانه‌های با زاویه زیاد خواهد شد.

## تغییر خواص مکانیکی
خواص مکانیکی تمام مواد کریستالی بر اساس چندین فاکتور تعیین می‌گردند که اندازه دانه میانگین مهم‌ترین و اساسی‌ترین نقش را داراست. استحکام تمام مواد چند کریستالی با اندازه دانه (d) از طریق رابطه هال-پچ (به انگلیسی: Hall-Petch Equation) تعیین می‌شود. این رابطه نشان می‌دهد که استحکام با کاهش اندازه دانه افزایش می‌یابد. از آنجا که ثابت شده‌است فرایند فشار در کانال مساوی زاویه دار باعث کاهش اندازه دانه بندی ماده خواهد شد، می‌توان انتظار داشت که این فرلآیند استحکام محصول نهایی را افزایش خواهد داد. آزمایش‌های تجربی نشان داده‌است که انجام این فرایند ضمن افزایش استحکام در آلیاژ آلومیتنیوم باعث کاهش شکل‌پذیری ماده شده‌است. البته کاهش شکل‌پذیری عمدتاً در پاس‌های اولیه فرایند مشاهده می‌شود و در پاس‌های بعدی کاهش شکل‌پذیری محسوسی دیده نمی‌شود. این فرایند توسط محققان بر روی مس نیز مورد آزمایش قرار گرفته‌است که نتایج نشان می‌دهد اگرچه بر اثر فرایند فشار در کانال مساوی زاویه دار کاهش می‌یابد، ولی با افزایش تعداد پاس شکل‌پذیری ماده نیز به تدریج زیادتر می‌شود.
از طرفی دیگر می‌توان بیان کرد که مواد فوق ریزدانه و نانوساختار که توسط فرایند فشار در کانال مساوی زاویه دار تولید شده‌اند، بواسطه افزایش استحکامی که دارند، از مقاومت به خستگی مطلوبی برخوردار هستند. خاصیت دیگری که در بسیاری از فرآیندهای شکل‌دهی صنعتی اهمیت پیدا می‌کند، خاصیت سوپرپلاستیک است. قابلیت درصد افزایش طول شکست تا ۱۰۰۰ درصد برای آلیاژهای آلومینیوم که تحت فرایند فشار در کانال مساوی زاویه دار قرارگرفته اند، مشاهده شده‌است.

## محدودیت‌های فشار در کانال مساوی زاویه‌دار
1. در این فرایند نمونه پس از هر پاس باید از قالب بیرون آورده شود و بار دیگر از کانال ورودی درون قالب قرار گیرد که این کار وقت گیر است.
2. کرنش غیریکنواختی در سطح مقطع نمونه اعمال می‌شود که باعث می‌شود خواص محصول نهایی در نمونه ناهمگن باشد. برای رفع این مشکل پس از هر پاس نمونه را حول محور آن ۹۰ درجه می‌چرخانند تا پس از چند پاس به نقاط مختلف نمونه کرنش‌های معادل یکسانی وارد شود.

## اشکال مختلف فرایند فشار در کانال مساوی زاویه‌دار
برای رفع محدودیت‌های فرایند فشار در کانال مساوی زاویه دار، اشکل مختلف این فرایند ابداع شده‌اند که در ادامه برخی از این فرایندها معرفی می‌گردند.

### فرایند فشار در کانال مساوی زاویه دار همراه با فشار پشت
اعمال فشار پشت از کانال خروجی به نمونه در حین انجام فرایند، یکی از اقدامات برای کاهش غیریکنواختی توزیع کرنش می‌باشد. یکی دیگر از فوائد فشار پشت اینست که امکان انجام فرایند را برای پاس‌های بشتر و به تبع آن کرنش اعمالی بیشتر به نمونه فراهم می‌کند. کرنش بیشتر در فرآیندهای تغییرشکل مومسان شدید معمولاً منجر به اصلاح بیشتر ریزساختار و بهبود خواص محصول نهایی می‌شود. در این حالت، سنبه‌ای دیگر (یا در برخی موارد فشار سیال) در کانال خروجی تعبیه شده‌است تا فشار مشخصی را بر پشت نمونه اعمال کند. واضح است که فشار پشت باید به حدی باشد که ادامه فرایند ممکن باشد و نمونه از کانال خروجی خارج شود.

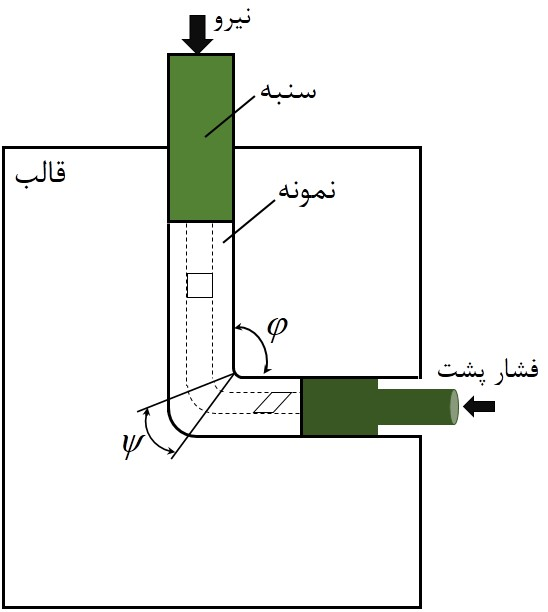
شماتیک فرایند فشار در کانال مساوی زاویه دار همراه با فشار پشت

### اکستروژن جانبی
شکلی دیگر از این فرایند که ضمن اعمال فشار پشت، مشکلات مربوط به بیرون آوردن نمونه پس از هر پاس را مرتفع می‌سازد، روشی به نام اکستروژن جانبی است. در این روش دو سنبه با سیستم دقیق الکتروهیدرولیکی کنترل می‌شوند. در پاس اول یک سنبه نقش سنبه اصلی و سنبه دیگر نقش فشار پشت را ایفا می‌کنند و در پاس بعدی نقش این سنبه‌ها با یکدیگر عوض می‌شود. بدین ترتیب بدون اینکه نمونه از قالب خارج شود، می‌توان تعداد پاس مورد نظر را بر روی نمونه انجام داد.

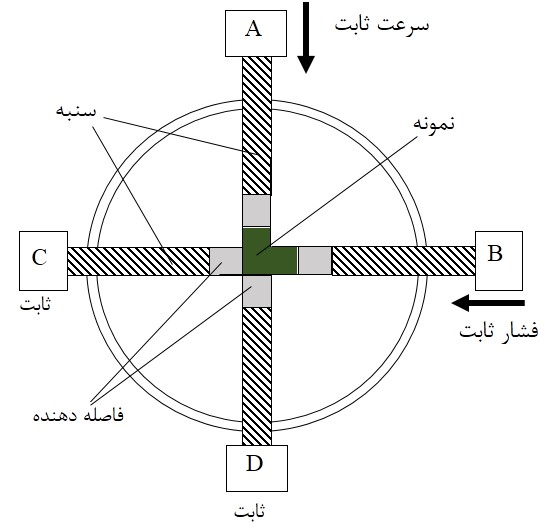
شماتیک فرایند اکستروژن جانبی

### قالب چندپاسه
ابتکار دیگری که باعث می‌شود مشکل زمان بر بودن فرایند فشار در کانا مساوی زاویه دار تا حدی حل شود، استفاده از قالب چندپاسه می‌باشد. در این حالت می‌توان با یک بار ورود و خروج نمونه از قالب، به اندازه چند پاس به نمونه کرنش وارد کرد. بعلاوه اینکه در حین عبور نمونه از قالب، کرنش اعمالی به نقاط مختلف نمونه، از یک مقطع به مقطع دیگر (از یک پاس به پاس دیگر) تغییر می‌کند. این حالت دقیقاً مشابه حالتی است که نمونه را پس از هر پاس حول محور خود بچرخانیم تا کرنش‌های گوناگونی به نمونه اعمال شود تا پس از چند پاس بتوانیم به کرنش با توزیع همگن دست یابیم.

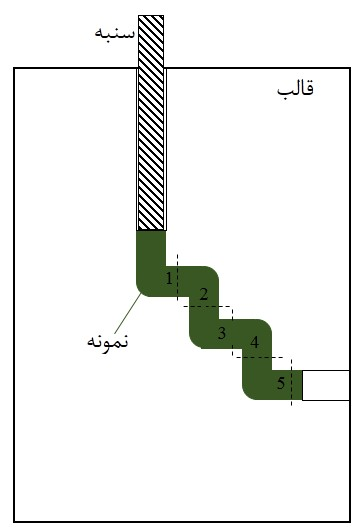
شماتیک فرایند فشار در کانال مساوی زاویه دار همراه با قالب چندپاسه